# Karusell
Karusell war ein schwedisches Pop- und Jazz-Plattenlabel, das in den 1950er und 1960er Jahren bestand.
Das Plattenlabel Karusell wurde 1952 von dem schwedischen Jazz-Bassisten und Bandleader  Simon Brehm mit Carl-Gustaf Niren gegründet. Vorrangig war es ein Label für Popmusik; es erschienen dort auch Jazz-Aufnahmen, darunter einige Produktionen, die in Zusammenarbeit mit Norman Granz entstanden. Karusell veröffentlichte Aufnahmen u. a. von The Spotnicks, Lill-Babs, Anita Lindblom und Wencke Myhre, auf dem Label erschien u. a. auch Jazzmusik von Oscar Peterson (auf einer 10-inch-LP), Jutta Hipp mit Lars Gullin und Simon Brehm auf einer 7" EP (1955), sowie von Stan Getz & His Swedish Jezzmen (Stan in Town auf einer 7" EP). In Lizenz veröffentlichte Karusell für den skandinavischen Markt Aufnahmen vom Gil Evans Orchestra (Auszüge aus seinem Out of the Cool als EP). Nachdem Simon Brehm 1967 gestorben war, wurde Karusell an Polydor verkauft, wo es als Sublabel weiterbestand.